# آنری آنگلاد
آنری آنگلاد (فرانسوی: Henry Anglade‎؛ زادهٔ ۶ ژوئیهٔ ۱۹۳۳) دوچرخه‌سوار اهل فرانسه است.